# Simulium gejgelense
Simulium gejgelense es una especie de insecto del género Simulium, familia Simuliidae, orden Diptera.
Fue descrita científicamente por Dzhafarov, 1954.